# Coco (dessinatrice)
Pour les articles homonymes, voir Coco.
Corinne Rey, dite Coco, née le 21 août 1982 à Annemasse, est une dessinatrice de presse, scénariste et dessinatrice de bandes dessinées française.

## Biographie

### Formations et début de carrière
Titulaire en 2008 d'un diplôme national d'arts plastiques (obtenu avec les félicitations du jury) et d'un diplôme national supérieur d'expression plastique obtenus à l'École européenne supérieure de l'image (site de Poitiers), Coco mène une carrière de dessinatrice de presse, tout en donnant des cours de dessin à l'École alsacienne. Elle collabore à divers journaux, dont Charlie Hebdo, Psikopat, Vigousse, Les Inrockuptibles, L'Humanité et Le Ravi.
Elle déclare, à propos de sa collaboration avec Charlie Hebdo :

« Quand j'ai rencontré cette rédaction, ça a été comme une révélation. »

### Attentats de Charlie Hebdo
Le 7 janvier 2015, Coco est prise en otage au siège de Charlie Hebdo par les frères Kouachi. Sous la menace d'armes, elle les mène à l'étage des locaux du journal et saisit le code de la porte de sécurité blindée ; les terroristes pénètrent par surprise dans la salle de rédaction, où ils assassinent plusieurs membres de la rédaction. Elle raconte cet épisode au procès des attentats, en septembre 2020 : « Ils m'ont dit "on veut Charlie Hebdo, on veut Charb" ».

Elle rend hommage à ses collègues assassinés en déclarant : 

« C'est le talent qu'on a assassiné ce jour-là, c'étaient des modèles pour moi, des gens d'une extrême gentillesse, qui avaient un vrai regard sur le monde. »

### Après les attentats
Après l'attentat, Coco continue de collaborer à Charlie Hebdo, faisant partie des dessinateurs réguliers. Après les attentats de novembre 2015, elle signe le dessin de couverture du journal, intitulé « Ils ont les armes, on les emmerde, on a le champagne ! ». En 2016, l'écrivaine Virginia Ennor lui consacre un livre Coco : nature, culture et poil à gratter, publiée dans la collection les Iconovores chez Critères éditions.
En 2019, elle adapte Le Banquet de Platon en bande dessinée, avec le philosophe Raphaël Enthoven.

#### Dessiner encore
En mars 2021, Coco sort sa première bande dessinée solo : Dessiner encore, un album où elle décrit sa vie depuis l'attentat à Charlie Hebdo de janvier 2015. Elle raconte comment le dessin l'a sauvée d'une culpabilité dévastatrice depuis les attentats de Charlie. Dans cette bande dessinée, Coco évoque l'attentat (le massacre proprement dit des membres de Charlie Hebdo est signifié par une demi-douzaine de pages noires), les souvenirs de Tignous, Cabu, Charb. Elle représente le souvenir de l'horreur par des vagues qui peuvent la submerger à tout moment.

#### Pauvres bêtes
Coco sort un "Pauvres Bêtes" fin 2024 chez Les Échappés. Le livre rassemble des planches qui retranscrivent des immersions de l'auteure, dans une veine inspirée notamment de Cabu. Par une approche journalistique, elle aborde le sujet du bien-être animal, par des lieux où il est particulièrement mis à mal ou d'autres où on voit ceux qui tentent de le sauvegarder, comme dans un refuge SPA,,,. Elle est d'ailleurs distinguée en 2025 par un Macareux d'or par l'association la Ligue pour la protection des oiseaux.

### Libération
Depuis le 1er avril 2021, Coco tient la rubrique « Coco croque l'actu » dans le quotidien Libération. Elle succède à Willem, parti à la retraite. L'annonce, faite le 8 mars, est commentée par le directeur général de Libération, Denis Olivennes : « Pour la première fois, le dessinateur de presse d’un grand quotidien national se trouve être une “dessinatrice” ». Coco réagira en déclarant : « J’espère qu’on n’est pas venu me chercher parce que j’ai des nichons ».

## Controverses
En 2017, dans le contexte de l'affaire Tariq Ramadan, Coco caricature le journaliste Edwy Plenel dans un dessin où « les fameuses moustaches de Plenel qui s'entortillaient, lui bouchaient les yeux, les oreilles et l'empêchaient de voir »,. Cette caricature lui est reprochée par plusieurs journalistes, dont Edwy Plenel lui-même, ainsi que sur les réseaux sociaux, tandis que les médias la commentent,.
En 2021, le site Arrêt sur Images consacre à la dessinatrice un article évoquant la colère attisée sur les réseaux sociaux par ses dessins régulièrement taxés de sexisme et de racisme, ainsi que le verrouillage par la direction du quotidien Libération de toute contestation interne.
En mars 2024, elle publie un dessin intitulé « Ramadan à Gaza. Début d'un mois de jeûne » ; elle représente un homme salivant qui poursuit des rats sur le point d'en saisir un ; une femme avec un voile lui tape sur la main et lui dit : « T-t-t… Pas avant le coucher du soleil. ». Coco déclare sur le réseau X vouloir « souligner le désespoir des Palestiniens, dénoncer la famine à Gaza et moquer aussi l’absurdité de la religion ». Cela lui vaut de vives critiques de la part de la députée Sophia Chikirou de La France insoumise (LFI), ainsi que des menaces de mort sur les réseaux sociaux, mais également de nombreux soutiens. Dans un article d'Orient XXI en partie consacré au dessin de Coco, le journaliste palestinien Rami Abou Jamous estime que le dessin est humiliant et honteux, et que Libération n'aurait pas dû le publier. Elle a le soutien de Dov Alfon, directeur de la rédaction du journal.

## Télévision
- 28 minutes, émission télévisée de débats présentée par Élisabeth Quin et diffusée quotidiennement sur Arte. Coco dessine pendant quelques-unes des émissions diffusées le vendredi.

## Ouvrages
- [Collectif], Dégaze, François !, Paris, Les Échappés, 6 mars 2014, 143 p., 22 cm (ISBN 978-2-35766-072-4, BNF 43770584)Recueil de caricatures parues dans les colonnes de Charlie Hebdo. Liste des dessinateurs : Cabu, Catherine, Charb, Coco, Félix, Foolz, Honoré, Jul, Luz, Riss, Schvartz et Tignous.
- Christophe Conte (textes) et Coco (dessins), Billets durs, la suite : je t'embrasse (toujours) pas, Paris, Robert Laffont, Les Inrockuptibles, 20 mars 2014, 299 p., 22 cm (ISBN 978-2-221-14145-8, BNF 43803291)

- Coco, Raphaël Enthoven, Le banquet : d'après l'œuvre de Platon, Paris, éd. Les Échappés, 2019  (ISBN 978-2-35766-168-4)
- Coco, Dessiner encore, Les Arènes, 2021 (ISBN 979-10-375-0283-4)
- Coco, Fantaisies folliculaires, Le Monte-en-l'air, 2024 (ISBN 979-10-927-7568-6)
- Coco, Pauvres bêtes : Voyage au cœur de la condition animale, Les Echappés, 2024 (ISBN 978-23-576-6209-4)

## Prix et récompenses
- 2015 : prix du Salon de la caricature et du dessin de presse à Saint-Just-le-Martel (Haute-Vienne)[28]
- 2021 : Grand Prix de la BD ELLE pour Dessiner encore[29]
  - prix Région-Centre-Val-de-Loire pour Dessiner Encore
- 2022 : Prix Artémisia Témoignage pour Dessiner encore[30]

### Émission de radio
- Witold Langlois, Coco en 5 actes, La Vie à peu près, RTS Espace 2, 2024